# Willy Könen
Willy Könen (* 8. April 1908 in Düsseldorf; † 28. Juni 1980 in Düsseldorf) war ein deutscher Politiker der SPD.

## Biografie

### Ausbildung und Beruf
Nach der Mittleren Reife 1923 nahm Könen, der evangelischen Glaubens war, ein Selbststudium der Wirtschafts- und Sozialpolitik auf. Seit 1924 war er Mitglied im Zentralverband der Angestellten, 1926 trat er auch dem Reichsbanner Schwarz-Rot-Gold bei. Außerdem absolvierte er bis 1926 eine kaufmännische Lehre. Nach deren Abschluss war er zunächst als Technischer Kaufmann für Elektrotechnik und dann bis 1933 als Arbeitsdienstführer im Sozialen Dienst, dem freiwilligen Arbeitsdienst des ADGB, tätig. Nachdem der Reichsarbeitsdienst eine Übernahme abgelehnt hatte, war er zunächst arbeitslos, bevor er eine Beschäftigung als kaufmännischer Angestellter fand. Im Zweiten Weltkrieg war er zeitweise Soldat und geriet in Kriegsgefangenschaft.
Nach der Rückkehr aus der Kriegsgefangenschaft war Könen 1946 als Sachbearbeiter im Oberpräsidium Nordrhein angestellt, wechselte aber noch im selben Jahr als Organisationssekretär, Geschäftsführer und Vorsitzender (bis 1977) für den Regierungsbezirk Düsseldorf zur Arbeiterwohlfahrt.

### Politik
Könen war seit 1926 Mitglied der SPD. Von 1948 bis 1956 war er Bezirksvorsitzender Niederrhein der Sozialdemokraten und stellvertretender Vorsitzender des SPD-Unterbezirks Düsseldorf.
Könen gehörte dem Deutschen Bundestag von 1953 bis 1969 an. Vom 23. März 1955 bis 1955 war er stellvertretender Vorsitzender des Bundestagsausschusses für Kommunalpolitik, vom 9. November 1960 bis 1965 dann des Ausschusses für Kommunalpolitik und Sozialhilfe und schließlich von 1965 bis 1969 des Ausschusses für Kommunalpolitik, Raumordnung, Städtebau und Wohnungswesen.
Von 1948 bis 1954 war Könen Ratsherr in Düsseldorf.

### Ehrungen
- Nach Könen sind verschiedene Einrichtungen der Arbeiterwohlfahrt, wie das niederrheinische Willy-Könen-Bildungswerk und das Willy-Könen-Seniorenzentrum in Neukirchen-Vluyn benannt.
- Er wurde 1968 mit dem Großen Bundesverdienstkreuz ausgezeichnet.
- Die Marie-Juchacz-Plakette der Arbeiterwohlfahrt wurde ihm 1978 verliehen.

## Sonstiges
Könen war im August 1953 an einem schweren Autounfall in Düsseldorf beteiligt. Am 18. Oktober 1955 wurde er von einem
erweiterten Schöffengericht in Düsseldorf wegen fahrlässiger Tötung zu einer Gefängnisstrafe von 4 Monaten verurteilt.
Der Immunitätsausschuss des Bundestages schlug vor, die
Genehmigung zur Strafvollstreckung während der Parlamentsferien
vom 9. Juli bis 9. September 1956 zu erteilen. Der Berichterstatter schrieb: Aus der Vorschrift des Art. 46 Abs. 4 des Grundgesetzes, nach der der Bundestag die Aussetzung einer Strafverfolgung vertagen kann, ergibt sich, daß die vorgeschlagene Befristung der Genehmigung rechtlich zulässig ist.